# Чарлс Вилкс
Чарлс Вилкс (енгл. Charles Wilkes; Њујорк, 3. април 1798 — Вашингтон, 8. фебруар 1877) је био амерички морнарички официр, капетан брода и истраживач. Водио је Истраживачку експедицију Сједињених Држава (1830-1842) и командовао бродом током афере Трент током Америчког грађанског рата (1861–1865), ком приликом је заробио британски брод, што је умало довело до рата између Сједињених Држава и Уједињеног Краљевства. Његово понашање је довело до две осуде од стране војног суда, једна након масакра готово 80 Фиџијаца на острву Малоло 1840.